# Kryzys (zespół muzyczny)
Kryzys – jeden z pierwszych polskich zespołów punkrockowych, działający w latach 1979–1981 i reaktywowany w 2006.

## Historia
Początki grupy sięgają 1978, kiedy w Warszawie powstał zespół The Boors, założony przez wokalistę/gitarzystę Roberta Brylewskiego, gitarzystę Piotra „Mrówę” Mrowińskiego, basistę Marka Iwańczuka oraz perkusistę Kamila Stoora. Pierwszą próbę zespół odbył 6 listopada 1978 roku, a pierwszy koncert zagrał 7 maja 1979. Od wiosny 1979 muzycy zaczęli występować pod nazwą Kryzys. Od 13 stycznia 1980 r. na perkusji grać zaczął student Polonistyki UW, poeta i autor wszystkich późniejszych tekstów Kryzysu, Maciej „Magura” Góralski. W 1980 muzycy wzięli udział w I Ogólnopolskim Przeglądzie Nowej Fali w Kołobrzegu, a później zagrali dwie trasy: po Śląsku (jedenaście koncertów) i po Pomorzu (dziewięć koncertów). W tym czasie Iwańczuka zastąpił Ireneusz Wereński, z którym Kryzys dokonał siedmiu unikatowych nagrań studyjnych w Toruniu (włączonych po latach w skład płyty 78–81) – przy udziale wokalisty Mirka „Szymona” Szatkowskiego.
Wiosną 1981 we Francji ukazał się nakładem wytwórni Blitzkrieg Records (Barclay) album Kryzys, w skład którego weszły nagrania dokonane rok wcześniej na koncercie w Domu Kultury w Ursusie oraz na próbie w warszawskim klubie Amplitron (jeszcze bez Wereńskiego – w nagraniach gościnnie wzięli udział basista Dariusz „Magik” Kotuszewski (Atak; później Deuter) oraz grająca na klawiszach „Pyza” z zespołu Tilt). Latem tego samego roku zespół wystąpił na festiwalu w Opolu, a także na sopockim Pop Session.
Kryzys wylansował kilka przebojów, m.in. antyreżimowa „Telewizja”, „Dolina Lalek”, „Wojny Gwiezdne”, „Małe Psy”, „Co chcesz”, „Mam dość” itd. Kryzys stał się pierwszym polskim zespołem nowej fali, który zdobył lokalną i europejską popularność i aprobatę. Kryzys rozpadł się jesienią 1981, z powodu wypalenia psycho-fizycznego muzyków.
W 1994 nakładem wytwórni Gold Rock ukazał się album 78–81 – zawierający najbardziej znane utwory zespołu pochodzące z różnego okresu jego działalności.
W latach 2003–2006 ukazały się dwa tribute albumy: Dolina Lalek: Tribute to Kryzys vol. 1 oraz Dolina Lalek: Tribute to Kryzys vol. 2, na których piosenki Kryzysu w swoich wersjach przedstawiły 44 polskie grupy ze wszystkich niemal styli muzycznych, z wyjątkiem metalu, np.: Dezerter, Pidżama Porno, T.Love czy Farben Lehre. Wydanie obu tych albumów skłoniło muzyków Kryzysu do reaktywacji zespołu. Brylewski (wokal, gitara), Góralski (perkusja), Katuszewski (gitara), Iwańczuk (gitara basowa), Świtalski (saksofon) wystąpili jednorazowo na koncercie w warszawskim klubie CDQ 15 marca 2006. Latem 2008 grupa wystąpiła również na festiwalu w Jarocinie. W 2009 muzycy występowali w składzie: Brylewski (wokal, gitara), Góralski (perkusja), Aleksander Korecki (saksofon), Martyna Załoga (gitara basowa), Andrzej „LAL” Kasprzyk (gitara). Wiosną 2010 nagrali album Kryzys komunizmu, który ukazał się w maju.
3 czerwca 2018 w warszawskim szpitalu zmarł Robert Brylewski.

## Muzycy
- Robert Brylewski – wokal, gitara (1979–1981; 2006; 2008–2018)
- Piotr „Mrówa” Mrowiński – gitara (1979–1981; 2006; 2008)
- Marek Iwańczuk – gitara basowa (1979–1980; 2006; 2008)
- Kamil Stoor – perkusja (1979)
- Maciej „Magura” Góralski – perkusja (1980–1981; 2006; od 2008)
- Tomasz „Man” Świtalski – saksofon (1979–1981; 2006; 2008)
- Mirek „Szymon” Szatkowski – wokal (1980–1981)
- Ireneusz Wereński – gitara basowa (1980–1981)
- Aleksander Korecki – saksofon (od 2008)
- Martyna Załoga – gitara basowa (od 2008)
- Andrzej „LAL” Kasprzyk – gitara, instrumenty klawiszowe (od 2008)

### Współpracownicy
- Dariusz „Magik” Kotuszewski – gitara basowa (1980), gitara (2006)
- Małgosia „Pyza” – pianino (1980)

## Dyskografia

### Albumy
- Kryzys (1981)
- 78–81 (1994)
- Kryzys komunizmu (2010)
- Recorded’ Anin (2024)

### Kompilacje różnych wykonawców
- Fala (1985) – utwór „Mam dość”

### Różni wykonawcy: Tribute to Kryzys
- Dolina Lalek: Tribute to Kryzys vol. 1 (2003)
- Dolina Lalek: Tribute to Kryzys vol. 2 (2006)